# Move Like This
Move Like This je sedmé studiové album skupiny The Cars. Album vyšlo 10. května 2011. Jedná se o první album od roku 1987, kdy vyšlo Door to Door.

## Seznam skladeb
Všechny skladby napsal(i) Ric Ocasek. 
| Pořadí         | Název             | Délka |
| -------------- | ----------------- | ----- |
| 1.             | Blue Tip          | 3:13  |
| 2.             | Too Late          | 4:01  |
| 3.             | Keep On Knocking  | 3:52  |
| 4.             | Soon              | 4:23  |
| 5.             | Sad Song          | 3:38  |
| 6.             | Free              | 3:17  |
| 7.             | Drag On Forever   | 3:37  |
| 8.             | Take Another Look | 4:46  |
| 9.             | It's Only         | 3:01  |
| 10.            | Hits Me           | 3:51  |
| Celková délka: | Celková délka:    | 39:39 |

## Sestava
- Ric Ocasek – kytara, klávesy, zpěv, doprovodný zpěv
- Elliot Easton – kytara, doprovodný zpěv
- Greg Hawkes – klávesy, kytara, baskytara, doprovodný zpěv
- David Robinson – bicí, perkuse, doprovodný zpěv
- Jacknife Lee – baskytara